# Buckoogh
Buckoogh är ett berg i republiken Irland.   Det ligger i grevskapet Maigh Eo och provinsen Connacht, i den nordvästra delen av landet, 230 km väster om huvudstaden Dublin. Toppen på Buckoogh är 589 meter över havet, eller 478 meter över den omgivande terrängen. Bredden vid basen är 4,7 km.
Terrängen runt Buckoogh är kuperad norrut, men söderut är den platt.Runt Buckoogh är det mycket glesbefolkat, med 4 invånare per kvadratkilometer. Närmaste större samhälle är Westport, 17,2 km söder om Buckoogh. Trakten runt Buckoogh består i huvudsak av gräsmarker.